# Гранулометрія

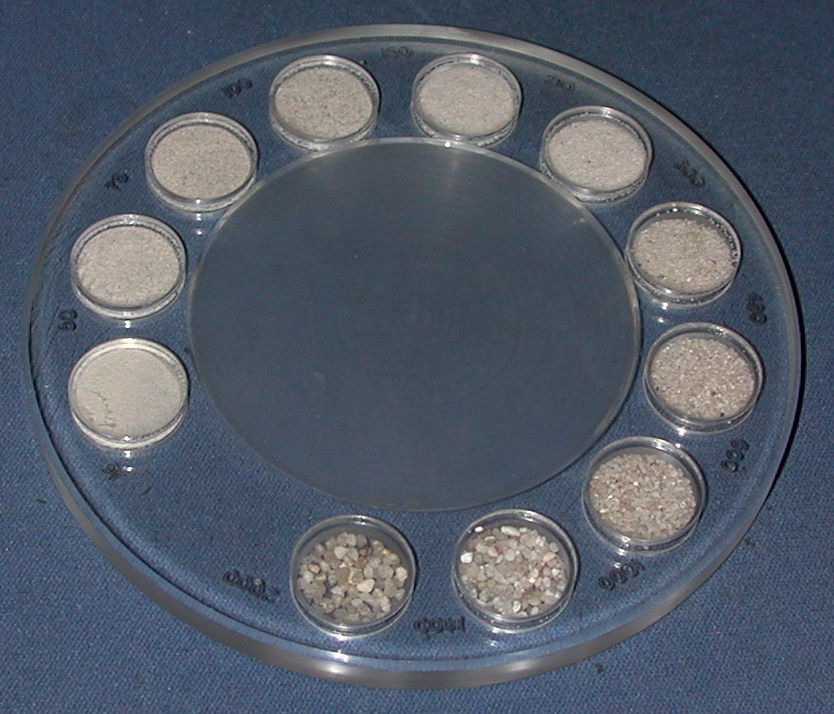
Матеріал від "тонкого" до "грубозернистого"

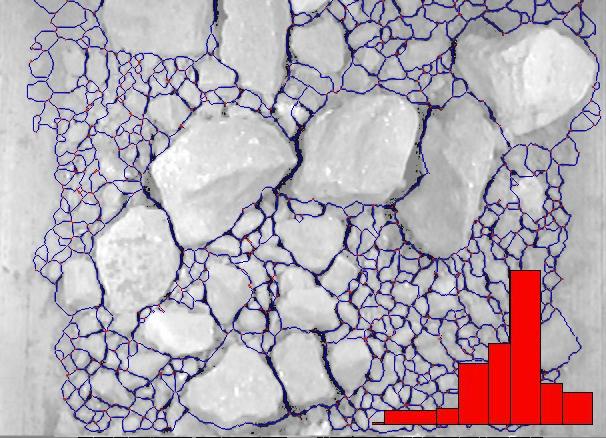

Грануломе́трія — визначення відсоткового вмісту різних за величиною зерен або їхньої кількості в гірських породах, ґрунтах і штучних матеріалах.
Застосовують в геології, гірничій справі та збагаченні корисних копалин.
Методи гранулометрії розділяють на диференційні та інтегральні.
Диференційні методи гранулометрії:
- в гірничій справі — метод планіметрії,
- в геології, збагаченні корисних копалин,
- гідрометалургії — мікроскопічний, імпульсний, кондуктометричний аналіз.

Інтегральні методи гранулометрії:
- ситовий аналіз,
- гідравлічний.

Для графічного представлення даних гранулометрії застосовують гістограми, циклограми, трикутні діаграми або сумарні (кумулятивні) криві.